# Robertsfors kommun
Robertsfors kommun är en kommun i Västerbottens län i landskapet Västerbotten i Sverige. Centralort är Robertsfors.
En ganska flack myr- och granskogsrik urbergsterräng dominerar kommunen som är belägen mot Bottenviken. Kommunen har en större del av sin arbetskår inom tillverkningsindustrin. 
Fram till 1990 var folkmängden stabil, därefter har trenden varit negativ. Efter valen på 2010-talet har Socialdemokraterna styrt kommunen, mandatperioden 2018 – 2022 i koalition med Vänsterpartiet.

## Administrativ historik
Kommunens område motsvarar socknarna: Bygdeå och Nysätra. I dessa socknar bildades vid kommunreformen 1862 landskommuner med motsvarande namn. 
Robertsfors municipalsamhälle inrättades 28 oktober 1927 som upplöstes vid utgången av 1958. Ånäsets municipalsamhälle inrättades 14 november 1941 som upplöstes vid utgången av 1957.
Kommunreformen 1952 påverkade inte indelningarna i området, då varken Västerbottens eller Norrbottens län berördes av reformen.
Bygdeå och Nysätra kommuner bildades vid kommunreformen 1971 genom ombildningar av motsvarande landskommuner. Robertsfors kommun bildades 1974 av Bygdeå och Nysätra kommuner.
Kommunen ingick från bildandet till 1982 i Umebygdens domsaga och sedan 1982 i Umeå domkrets.

## Geografi
Kommunen ligger i den östra delen av Västerbottens län och gränsar till Bottenviken i öst, Skellefteå kommun i norr och Umeå kommun i söder. 

### Topografi och hydrografi
En ganska flack myr- och granskogsrik urbergsterräng dominerar kommunen. I nordvästra delen av kommunen är området dock mer kuperat. Större delen av kommunen ligger under 250 meter över havet, och dessa områden svallats av vågorna i samband med landhöjningen, i synnerhet i de nordvästliga området finns kalspolade hällar och klapperstensfält. Från kusten mot nordväst in i landet finns uppodlade dalstråk med finkorniga sediment. Området längs kusten är starkt uppflikad genom drumliner.
Kommunens kust är belägen mot Bottenviken.  Från nord väst till sydväst rinner ett flertal åar, däribland Flarkån, Granån och Dalkarlsån. Rickleån har samma riktning och är den enda norrlandsskogsälv som inte stenrensats för timmerflottning. Det finns också många sjöar i kommunen.
Nedan presenteras andelen av den totala ytan 2020 i kommunen jämfört med riket.
|  | Bebyggelse (2,3 %) |

|  | Skog (80,2 %) |

|  | Öppen myrmark (5,7 %) |

|  | Jordbruksmark (7,2 %) |

|  | Övrig mark (4,6 %) |

|  | Bebyggelse (3,1 %) |

|  | Skog (68,0 %) |

|  | Öppen myrmark (7,2 %) |

|  | Jordbruksmark (7,4 %) |

|  | Övrig mark (14,3 %) |

### Naturskydd
I kommunen finns sex naturreservat som samtliga förvaltas av Länsstyrelsen. Det mest välbesökta naturreservat är Klubben där bland annat Nettingforsen är belägen. Landhöjningen i området är nio mm per år och i reservatet kan man skönja hur nya skogsmark bildats ur den uppstigna havsbottnen. Naturreservatet Sjulsmyran består av tre myrar, Sjulsmyran, Gårdmyran och Orrmyran. I området finns barrträd som är mellan 120 och 200 år gamla.

### Administrativ indelning
Fram till 2016 var kommunen för befolkningsrapportering indelad i en enda församling, Bygdeå församling

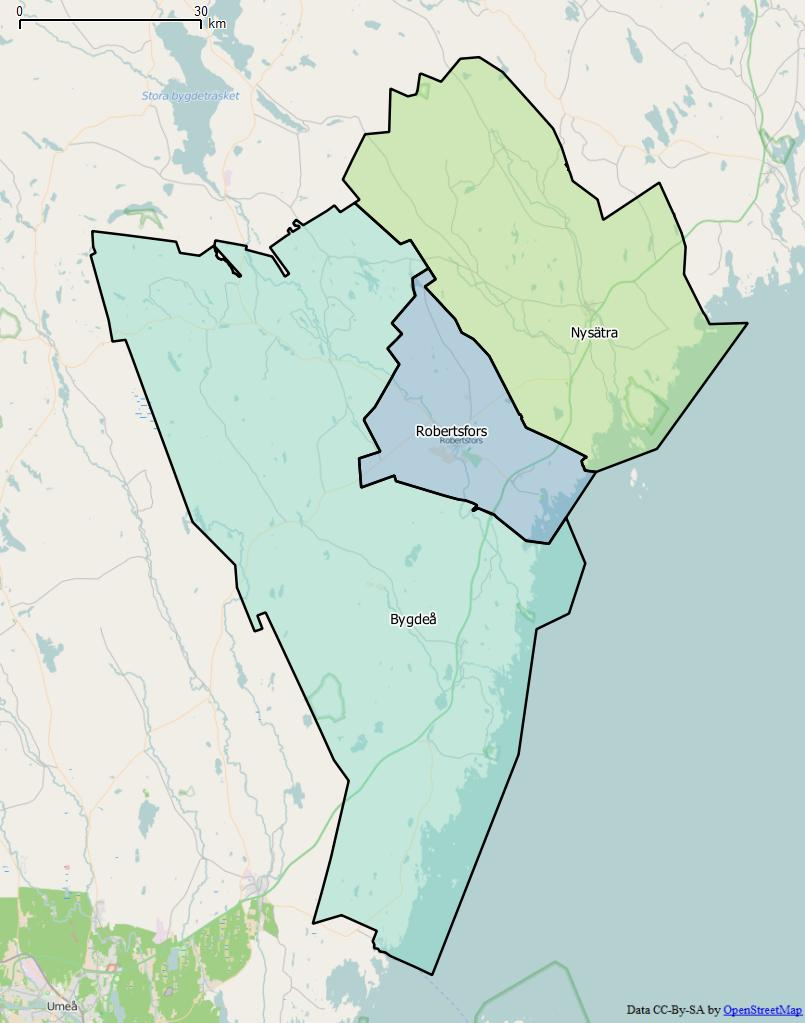
Distrikt inom Robertsfors kommun

Från 2016 indelas kommunen i stället i tre  distrikt– Bygdeå, Nysätra och Robertsfors.

### Tätorter
Vid tätortsavgränsningen av Statistiska centralbyrån den 31 december 2015 fanns det tre tätorter i Robertsfors kommun. 
| Nr | Tätort      | Folkmängd |
| -- | ----------- | --------- |
| 1  | Robertsfors | 2 030     |
| 2  | Ånäset      | 603       |
| 3  | Bygdeå      | 512       |

Centralorten är i fet stil.

År 2015 bodde samma 46,5 % av kommunens befolkning i de tre tätorterna Robertsfors, Ånäset och Bygdeå.

## Styre och politik

### Styre
Mandatperioden 2002 till 2006 styrdes kommunen av Socialdemokraterna genom ett samarbete med Liberalerna och Moderaterna. Mandatperioden därpå, 2006 till 2010, tog Alliansen över makten. Därefter tog Socialdemokraterna över makten och behöll den fram till valet 2018. Valet ledde till att Socialdemokraterna tappade den egna majoriteten, men behöll makten genom en koalition med Vänsterpartiet.

### Kommunfullmäktige

#### Presidium
| Presidium 2022–2026    | Presidium 2022–2026 | Presidium 2022–2026 |
| ---------------------- | ------------------- | ------------------- |
| Ordförande             | S                   | Robert Lindgren     |
| Förste vice ordförande | C                   | Ingrid Sundbom      |
| Andre vice ordförande  | S                   | Gun Ivesund         |

#### Mandatfördelning 1973–2022
| 13 | 3 | 15 | 5 | 2 | 3 |

| 35 | 6 |

| 14 |  | 16 | 5 | 2 | 3 |

| 32 | 9 |

|  | 14 |  | 15 | 5 | 2 | 3 |

| 27 | 14 |

| 15 |  | 16 | 4 | 2 | 3 |

| 24 | 17 |

| 15 |  | 15 | 5 | 2 | 3 |

| 25 | 16 |

| 15 |  | 16 | 4 | 2 | 3 |

| 28 | 13 |

| 11 |  | 11 | 3 | 3 | 2 |

| 22 | 9 |

| 13 |  | 10 | 3 | 2 | 2 |

| 16 | 15 |

| 2 | 11 |  |  | 9 | 2 | 3 | 2 |

| 17 | 14 |

| 12 |  | 12 | 2 | 3 |  |

| 19 | 12 |

|  | 11 |  | 12 | 2 | 2 | 2 |

| 19 | 12 |

| 2 | 14 |  | 9 | 2 |  | 2 |

| 17 | 14 |

| 2 | 17 | 8 |  |  | 2 |

| 18 | 13 |

|  | 15 | 2 | 10 |  | 2 |

| 17 | 14 |

| 2 | 13 | 3 | 9 |  | 3 |

| 19 | 12 |

### Nämnder

#### Kommunstyrelse
Totalt har kommunstyrelsen tretton ledamöter. Dess ordförander kommunens enda kommunalråd och dess vice ordförande är kommunens oppositionsråd.
| Presidium 2022–2026 | Presidium 2022–2026 | Presidium 2022–2026 |
| ------------------- | ------------------- | ------------------- |
| Ordförande          | S                   | Petra Andersin      |
| Vice ordförande     | C                   | Lars Tängdén        |

#### Lista över kommunstyrelsens ordförande
- Hans Lindgren, Socialdemokraterna, 2000–2006[21]
- Lars Bäckström, Centerpartiet, 1 april 2005–2010
- Patrik Nilsson, Socialdemokraterna, 1 januari 2011–31 december 2022[22]
- Petra Andersin, Socialdemokraterna, 1 januari 2023–

Denna lista hämtas från Wikidata. Informationen kan ändras där.

#### Övriga nämnder
Förutom de obligatoriska nämnderna i Sverige har kommunen även följande nämnder:
- Jävsnämnden
- Brand- och räddningsnämnden
- PA-nämnden

De två sistnämnda, likväl som Överförmyndarnämnden, är gemensam med Umeåregionen.

### Internationella relationer
Robertsfors kommun samarbetar idag med ett flertal olika kommuner. Samarbetena hanteras framförallt av representanter från kultur, ungdomar, skola och kommunens officiella organ. Vänorterna är:
- Kuhmo, Finland
- Sørfold, Norge

Utöver vänorterna har kommunen också samarbete med Machakos i Kenya och Busia i Uganda. Samarbetena har drivits genom ett flertal projekt genom åren och har exempelvis haft fokus på ungdomar, hållbar utveckling och mänskliga rättigheter.

## Ekonomi och infrastruktur

### Näringsliv
Kommunen har en större del av sin arbetskår inom tillverkningsindustrin, ungefär 20 %. Därefter jobbar ungefär 8 % med jordbruksnäring. Det för närvarande ungefär 900 olika företag i kommunen, en större del av dessa utgörs av småföretagare. 
De vanligaste typerna av företag inom kommunen om inte jordbruksnäringen räknas med är gjuteri, elektronik och verktygstillverkning. Kommunen har även haft diamantproducenten Element Six som en av de större arbetsgivarna.

### Infrastruktur

#### Transporter
Längs kusten genomkorsas kommunen av Europaväg 4. En väg som på sträckan mellan Djäkneboda och Bygdeå började breddas till en så kallad 2+1-väg under 2020.
År 1875 började en järnväg anläggas och stod klar 1899. Året därpå elektrifierades banan och blev då världens nordligaste smalspåriga elektrifierade järnväg. Den så kallade Bruksjärnvägen lades dock ner under 1960-talet. I samband med att Norrbotniabanan anläggs mellan Umeå och Luleå planeras banans sträckning genom Robertsfors. Därtill planeras för att anlägga regionaltågstation i centrala Robertsfors.

#### Utbildning
I kommunen fanns det fem stycken grundskolor år 2022, varav tre löpte från förskoleklass till årskurs tre. Tundalsskolan är den enda skolan i kommunen med högstadium, skolan har elever från årskurs fyra. Gymnasieskola saknas och därför upphandlar kommunen platser på skolor i andra kommuner. De vanligaste skolvalen var fyra skolor i Umeå följt av två skolor i Skellefteå och en skola i Vännäs.
År 2021 hade 20,5 procent av invånarna i åldersgruppen 25-64 år minst tre års eftergymnasial utbildning, vilket kan jämföras med genomsnittet för Sverige där motsvarande siffra var 29,6 procent.

## Befolkning

### Demografi

#### Befolkningsutveckling
| Befolkningsutvecklingen i Robertsfors kommun 1970–2020                                                          | Befolkningsutvecklingen i Robertsfors kommun 1970–2020 | Befolkningsutvecklingen i Robertsfors kommun 1970–2020 | Befolkningsutvecklingen i Robertsfors kommun 1970–2020 | Befolkningsutvecklingen i Robertsfors kommun 1970–2020 |
| --- | ------------------------------------------------------ | ------------------------------------------------------ | ------------------------------------------------------ | ------------------------------------------------------ |
| |                                                        |                                                        |                                                        |                                                        |
| År |                                                        |                                                        | Folkmängd                                              |                                                        |
| 1970 | 1970                                                   |                                                        | 7 551                                                  |                                                        |
| 1975 | 1975                                                   |                                                        | 7 454                                                  |                                                        |
| 1980 | 1980                                                   |                                                        | 7 737                                                  |                                                        |
| 1985 | 1985                                                   |                                                        | 7 713                                                  |                                                        |
| 1990 | 1990                                                   |                                                        | 7 871                                                  |                                                        |
| 1995 | 1995                                                   |                                                        | 7 707                                                  |                                                        |
| 2000 | 2000                                                   |                                                        | 7 307                                                  |                                                        |
| 2005 | 2005                                                   |                                                        | 7 066                                                  |                                                        |
| 2010 | 2010                                                   |                                                        | 6 831                                                  |                                                        |
| 2015 | 2015                                                   |                                                        | 6 771                                                  |                                                        |
| 2020 | 2020                                                   |                                                        | 6 748                                                  |                                                        |
| Anm: Uppgifterna avser förhållandena den 31 december enligt den kommunala indelningen den 1 januari året efter. |                                                        |                                                        |                                                        |                                                        |

#### Befolkningstäthet
Kommunen hade den 31 december 2017 en befolkningstäthet på 5,2 invånare per km², medan den i riket var 24,8 inv/km².

#### Utländsk bakgrund
Den 31 december 2016 utgjorde antalet invånare med utländsk bakgrund (utrikes födda personer samt inrikes födda med två utrikes födda föräldrar) 677, eller 9,98 % av befolkningen (hela befolkningen: 6 784 den 31 december 2016). Den 31 december 2002 utgjorde antalet invånare med utländsk bakgrund enligt samma definition 337, eller 4,70 % av befolkningen (hela befolkningen: 7 168 den 31 december 2002).
| Bakgrund den 31 december 2016                             | Antal | Andel   | Varav män | Kvinnor |
| --------------------------------------------------------- | ----- | ------- | --------- | ------- |
| Utrikes födda                                             | 582   | 8,58 %  | 272       | 310     |
| Inrikes födda med två utrikes födda föräldrar             | 95    | 1,40 %  | 45        | 50      |
| Inrikes födda med en inrikes och en utrikes född förälder | 371   | 5,47 %  | 201       | 170     |
| Inrikes födda med två inrikes födda föräldrar             | 5 736 | 84,55 % | 2 968     | 2 768   |

#### Invånare efter de vanligaste födelseländerna
Denna tabell redovisar födelseland för Robertsfors kommuns invånare enligt den statistik som finns tillgänglig från Statistiska centralbyrån (SCB). SCB redovisar endast födelseland för de fem nordiska länderna samt de 12 länder med flest antal utrikes födda i hela riket. En person som inte kommer från något av de här 17 länderna har istället av SCB förts till den världsdel som födelselandet tillhör. Personer födda i Sovjetunionen samt de personer med okänt födelseland är också medtagna i statistiken.
| Födelseland 31 december 2017 | Födelseland 31 december 2017      | Födelseland 31 december 2017 | Födelseland 31 december 2017 | Födelseland 31 december 2017 |
| ---------------------------- | --------------------------------- | ---------------------------- | ---------------------------- | ---------------------------- |
| Nr                           | Land/världsdel                    | Antal                        | Andel                        | Andel i hela riket           |
| 1                            | Sverige                           | 6 178                        | 91,07 %                      | 81,45 %                      |
| 2                            | Finland                           | 107                          | 1,58 %                       | 1,49 %                       |
| 3                            | Europeiska unionen: Övriga länder | 75                           | 1,11 %                       | 2,15 %                       |
| 4                            | Eritrea                           | 65                           | 0,96 %                       | 0,39 %                       |
| 5                            | Asien: Övriga länder              | 53                           | 0,78 %                       | 2,22 %                       |
| 6                            | Afghanistan                       | 50                           | 0,74 %                       | 0,43 %                       |
| 7                            | Afrika: Övriga länder             | 34                           | 0,50 %                       | 1,01 %                       |
| 8                            | Thailand                          | 32                           | 0,47 %                       | 0,41 %                       |
| 9                            | Syrien                            | 31                           | 0,46 %                       | 1,70 %                       |
| 10                           | Norge                             | 20                           | 0,29 %                       | 0,42 %                       |
| 10                           | Tyskland                          | 20                           | 0,29 %                       | 0,50 %                       |
| 12                           | Polen                             | 19                           | 0,28 %                       | 0,90 %                       |
| 13                           | Europa utom EU: Övriga länder     | 18                           | 0,27 %                       | 0,77 %                       |
| 14                           | Irak                              | 17                           | 0,25 %                       | 1,39 %                       |
| 15                           | Sydamerika                        | 14                           | 0,21 %                       | 0,70 %                       |
| 16                           | Iran                              | 12                           | 0,18 %                       | 0,73 %                       |
| 17                           | Bosnien och Hercegovina           | 8                            | 0,12 %                       | 0,58 %                       |
| 18                           | Danmark                           | 7                            | 0,10 %                       | 0,40 %                       |
| 18                           | Oceanien                          | 7                            | 0,10 %                       | 0,06 %                       |
| 19                           | Nordamerika                       | 6                            | 0,09 %                       | 0,38 %                       |
| 20                           | / SFR Jugoslavien/FR Jugoslavien  | 5                            | 0,07 %                       | 0,65 %                       |
| 21                           | Turkiet                           | 4                            | 0,06 %                       | 0,48 %                       |
| 22                           | Island                            | 1                            | 0,01 %                       | 0,06 %                       |
| 22                           | Okänt födelseland                 | 1                            | 0,01 %                       | 0,01 %                       |
| 24                           | Somalia                           | 0                            | 0,00 %                       | 0,66 %                       |
| 24                           | Sovjetunionen                     | 0                            | 0,00 %                       | 0,06 %                       |

#### Utländska medborgare
Den 31 december 2016 hade 341 invånare (5,03 %), varav 176 män och 165 kvinnor, ett utländskt medborgarskap och saknade samtidigt ett svenskt sådant. Personer som har både utländskt och svenskt medborgarskap räknas inte av Statistiska centralbyrån som utländska medborgare.

## Kultur

### Museum
I centrala Robertsfors så finns det även ett museum, kallat Bruksmuseet. Museet visar upp på hur industrialismen kom till Robertsfors och har förändrat kommunen. Det går även att se den gamla bruksjärnvägen och arbetarbostäderna som finns vid museet. Förutom Bruksmuseet finns även:
- Kulturum i Ratan
- Lantbruksmuseet i Kålaboda
- Bobacksgården i Bygdeå
- Dalkarlså lanthandelsmuseum
- Thurdinska gården, en bit utanför Bygdeå

### Konstarter
I Robertsfors finns det ett antal olika "etablerade" kulturplatser och grupper. I anslutning till den lokala grundskolan Tundals finns det även ett bibliotek.

#### Musik
Musiksällskapet, vilka har levererat ett flertal musikaler inom kommunen och är även kända utanför kommunen. År 2014 har de varit aktiva i 45 år.

#### Bildkonst
Det finns ett konstgalleri i centrala Robertsfors som kallas för Galleri Blickpunkten där det görs olika typer av konstutställningar. Denna hyrs även av olika grupper och enskilda konstnärer som bedriver utställningsverksamhet.

#### Teater
Robertsfors Teater & Musik, vilka framförallt uppträder i Centrumhuset i Robertsfors men ibland även ute i andra delar av kommunen. De hanterar olika typer av professionella teater, dans och musikföreställningar.

### Kommunvapen
Blasonering: I fält av guld en stående svart trast med näbb, tunga och öga i rött samt däröver en svart ginstam, belagd med två plogbillar av guld.
Ett likartat vapen, med en orre i stället för en trast, hade fastställts 1945 för Bygdeå landskommun. Sedan Robertsfors kommun bildats föreslog Riksarkivet att en ändring skulle ske, då man funnit att det gamla sockensigill som legat till grund för vapnet snarare avbildat en trast. Efter en omfattande diskussion inom kommunen bestämde man sig för trasten, och det nya vapnet registrerades hos Patent- och registreringsverket 1980.

Bygdeå landskommun (1945–1970) Bygdeå kommun (1971–1973)
Nysätra landskommun (1958–1970) Nysätra kommun (1971–1973)